# 日本基督教団札幌教会

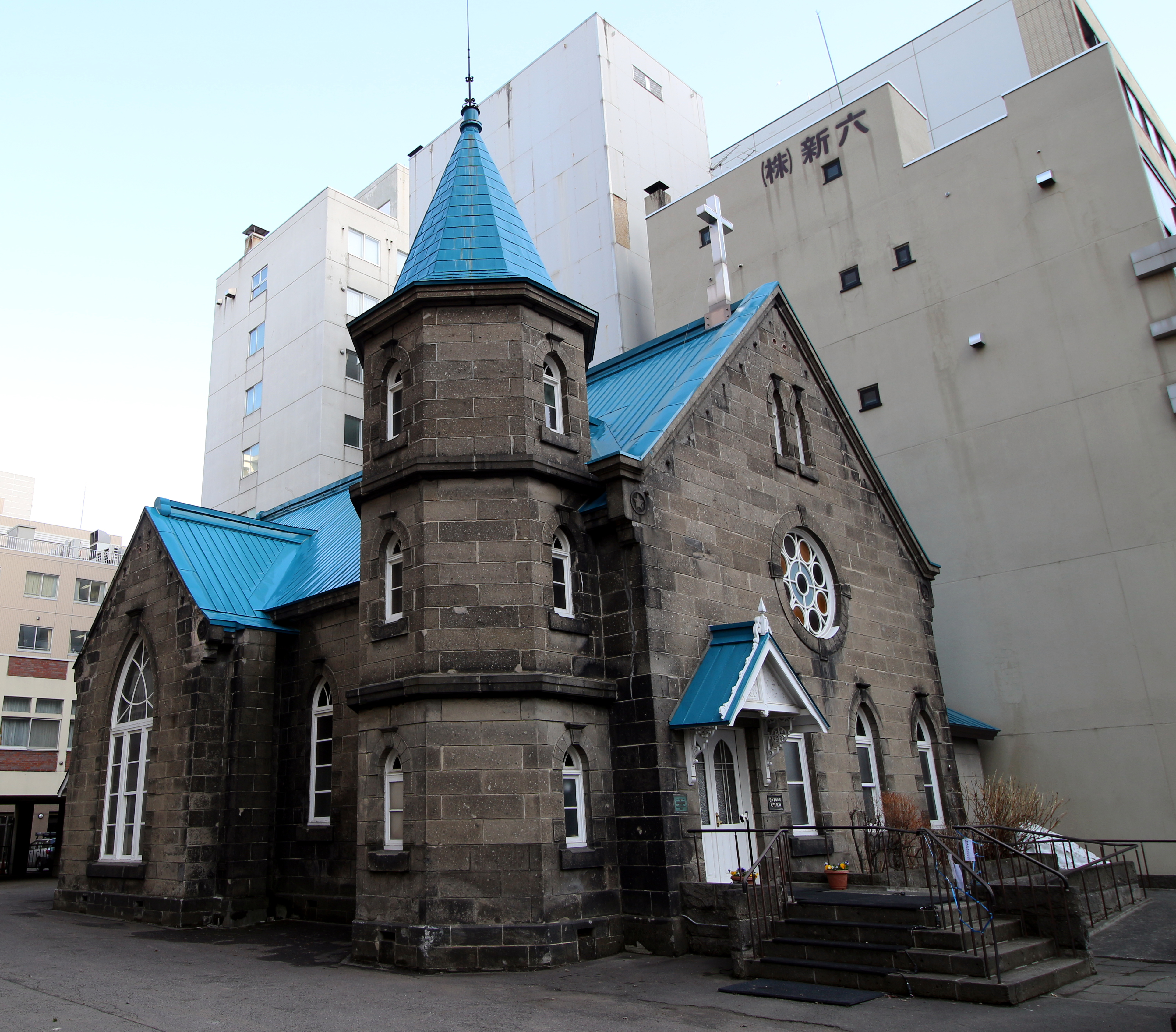
日本基督教団札幌教会、創成川通りから。

日本基督教団札幌教会（にほんきりすときょうだんさっぽろきょうかい）は、北海道札幌市中央区北1条東1丁目にある日本基督教団の教会。札幌市の中心を流れる創成川に面した位置に立地する。
明治時代に建てられたキリスト教の教会堂は歴史的建築物として名高く、メソジスト派の教会として発足したことから、旧「札幌美以（メソヂスト）教会」としても知られる。また近隣には札幌市時計台（旧札幌農学校演武場）も立地する。

## 概要
1866年（明治9年）に開校した札幌農学校（現：北海道大学）の第1期生ら14人が、同校の初代教頭を務めたウィリアム・スミス・クラークの説いた聖書の教えに感化を受け、当時の日本でメソジスト監督教会が宣教拠点の一つとしていた函館の宣教師から、翌1877年（明治10年）9月7日に洗礼を受けクリスチャンとなったことが当教会の起こりである。その12年後となる1889年（明治22年）、14人の洗礼記念日である9月7日に「札幌美以（メソヂスト）教会」として設立した。初代教会堂は札幌市中央区南1条西2丁目に木造建築で建設され、これは北海道におけるキリスト教メソジスト派の教会堂としては、函館市と小樽市に建設されたものの次に古い教会堂であった。
しかし1903年（明治36年）4月に近隣での大火延焼により初代教会堂が焼失したため、教会堂を建築して1904年（明治37年）12月に竣工した。これが現在まで残る石造りの教会堂である。この教会堂は北海道庁土木課の技師で教会員の間山千代勝が設計した。また札幌農学校の第1期生で、後に北海道帝国大学初代総長を務めた佐藤昌介も教会堂新築に携わった。建材には当時札幌市で採石された札幌軟石が使用されている。
創成川に沿った創成川通りを西側に面している教会堂は、西側にのみ塔が建てられており、ロマネスク様式のデザインを基調とする。加えて、アーチ型の開口部分、頭頂部に設置された十字架、バラ窓など細部に特徴のある造りは、ゴシック風のデザインを思わせる。内部講壇は竪琴をイメージした柱で装飾が施されており、建物全体の平面はラテン十字型である。青い屋根や色彩豊かな窓のモザイクも特徴であり、建物の面積は233平方メートルを誇る。
1941年（昭和16年）の日本基督教団成立に伴い、日本基督教団へ合同して「日本基督教団札幌教会」となる。
第二次世界大戦の終戦後は、日本基督教団から離脱した教派も多数あったが、札幌教会は日本基督教団に留まった。
1979年には教会創立90周年記念事業として「北海道いのちの電話」を開設。翌年には鉄筋コンクリート造4階建ての「札幌教会明星館」が竣工した。1989年には創立100周年記念事業として、礼拝堂にパイプオルガンを設置するとともに、礼拝堂や「明星館」のバリアフリー化工事を実施した。
教会堂は、札幌市から都市景観重要建築物（札幌市第7号）に登録され、1988年には札幌市創建120年記念「さっぽろ・ふるさと文化百選」に選定された。1998年には国の登録有形文化財に登録された（登録番号：01-0008）。2014年には献堂110年を迎えた。

## 交通アクセス
- 最寄り駅は、札幌市営地下鉄東西線のバスセンター前駅または大通駅[1]。

## 近隣施設
- 札幌市時計台
- 札幌市民交流プラザ
- 北海道中央バス札幌ターミナル
- サッポロファクトリー
- さっぽろテレビ塔